# 150e régiment d'infanterie (France)
Pour les articles homonymes, voir 150e régiment.

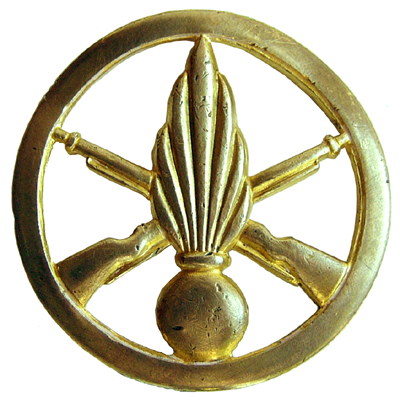
insigne de béret d'infanterie

Le 150e régiment d'infanterie (150e RI) est un régiment d'infanterie de l'Armée de terre française créé sous la Révolution à partir de la 150e demi-brigade de première formation.

## Créations et différentes dénominations
- 18 août 1794 : création de la 150e demi-brigade de première formation
- 1796 : le no 150 reste vacant
- 21 février 1813 : création du 150e régiment d'infanterie de ligne
- 16 juillet 1815 : comme l'ensemble de l'armée napoléonienne, il est licencié à la Seconde Restauration.
- 25 juillet 1887 : création du 150e régiment d'infanterie
- 1940 : le régiment est dissous
- 1er septembre 1944 : création du 150e bataillon d'infanterie
- février 1945 : recréation du 150e régiment d'infanterie
- 1946 : le régiment est dissous
- mars 1946 :  devient le 150e bataillon d'infanterie
- 1er janvier 1949 : le bataillon est dissous
- 4 janvier 1963 : le 150e régiment d'infanterie motorisé (150e RIM) est recréé
- 31 juillet 1967 : le 150e régiment d'infanterie motorisé est scindé en deux : 150e régiment d'infanterie motorisé et 94e régiment d'infanterie motorisé
- 1er octobre 1975 : devient régiment d'infanterie mécanisée.
- 1996 : le régiment est dissous.

## Colonels/chef-de-brigade
- 1794 - 1796 : Chef de brigade Fabus
- 1813 - : Colonel François Basile Azemar
- 1813 : Colonel Dereix prend le commandement le 23 août sur le champ de bataille de Goldberg
- 1887 : Lieutenant colonel Hartschmidt
- 1890 : Colonel de Santeul
- 1896 : Colonel Rungs
- 1901 : Colonel Émile Maurice Brun d'Aubignac
- 1905 : Colonel Estève
- 1909 : Colonel Sorbets
- 1912 : Colonel Pierre Henri de Cheron[1] (†)
- 1915 : Lieutenant colonel Faure-Beaulieu
- 1915 : Lieutenant colonel Rollet
- 1917 : Lieutenant colonel Voinier
- 1920 : Colonel Nussbaum
- 1921 : Colonel Kastler
- 1924 : Colonel Joly
- 1925 : Colonel Rozet
- 1928 : Colonel Vidon
- 1930 : Colonel Bejard
- 1931 : Colonel Portzert
- 1934 : Colonel Duplouy
- 1936 : Colonel Dody
- 1939 : Colonel Basse
- 1940 : Commandant Delaveau
- 1940 - 1942 : Lieutenant colonel Migeot
- 1945 : Lieutenant colonel Laure
- 1945 : Colonel Turbet-Delof
- 1946 : Chef de bataillon Bontemps
- 1948 : Chef de bataillon Robelin
- 1960 : Chef de bataillon Bourières
- 1962 : Lieutenant colonel Legall
- 1963 : Colonel Arbus
- 1963 : Colonel Guinard
- 1965 : Colonel Pelletier
- 1967 : Colonel Brageux
- 1969 : Colonel Kalck
- 1971 : Colonel Brun
- 1973 : Lieutenant colonel Moshbah
- 1975 : Colonel Cosse
- 1977 : Colonel Balusseau
- 1979 : Colonel Pincemin
- 1981 : Colonel Equilbey
- 1983 : Colonel Tychensky
- 1985 : Colonel Gibou
- 1987 : Colonel Cosmao Dumanoir
- 1989 - 1990 : Colonel Meyer

## Historique des garnisons, combats et batailles du150eRégiment d'infanterie

### 150edemi-brigade(1794-1796)

#### Révolution
- Le 150e Régiment d'infanterie est l'héritier de la 150e demi-brigade de première formation créée le 18 août 1794 par la Convention.

La 150e demi-brigade est formée par l'amalgame des :
- 2e bataillon du 81e régiment d'infanterie (ci-devant Conti)
- 1er bataillon de volontaires de l'Aisne
- 2e bataillon de volontaires des Basses-Alpes

Lors du deuxième amalgame, en 1796, après la paix de Bâle, le no 150 reste vacant jusqu'en 1813.
- La 150e demi-brigade de bataille remontait, par le 2e bataillon de Conti, qui en fut le noyau, aux glorieux régiments de l'ancienne monarchie de Nivernais, La Marche-Prince et Conti[2]. Comme toutes les demi-brigades, elle fut formée d'un bataillon de ligne amalgamé avec deux bataillons de volontaires : le 2e bataillon de Conti, le 1er bataillon de l'Aisne, le 2e bataillon des Basses-Alpes.
- Elle est rassemblée pour la première fois à Grot-Zunder, camp de Meerle, près d'Anvers, sous les ordres du chef de brigade Fabus et fait partie de la 3e division de l'armée du nord (Division Lemaire - Général en chef Pichegru). Elle prend part, en plein hiver 1794-95, à la conquête de la Hollande, s'empare de Bréda et fait de nombreux prisonniers. Cette campagne est rendue particulièrement dure par le froid intense et les difficultés de l'approvisionnement. Les troupes, dépourvues de vêtements, de chaussures et parfois même de vivres, font preuve d'une endurance et d'une discipline admirables et la Convention décrète que «l'Armée du nord a bien mérité de la Patrie».
- La paix de Bâle suspend les hostilités (1795) et la 150e demi-brigade va occuper Berg-op-Zoom, puis, sous le commandement du général Vandamme, elle passe à l'Armée de Sambre-et-Meuse et se porte sur Juliers, par Malines et Aix-la-Chapelle. Une menace de débarquement des Anglais la fait renvoyer à Bruxelles où elle arrive le 20 juillet 1795. Elle occupe ensuite successivement Gand et le camp de Schilol, près d'Anvers (Division Tourville).
- Le 5 octobre, les troupes du camp d'Anvers reçoivent l'ordre de se tenir prêtes à marcher sur Paris. La 150e gagne Lille puis le camp de Marly et fait partie de l'Armée de l'Intérieur (Commandant en chef Barras - Commandant en second Bonaparte). Elle prend ses quartiers à Meudon puis à Saint-Cloud, à l'École Militaire, au camp de Grenelle.
- En 1796, le Directoire ordonne une refonte générale des demi-brigades, devenues trop nombreuses pour les effectifs. Leur nombre est réduit à 110 et la 150e est incorporée à la 21e.

### 150erégiment d'infanterie de ligne(1813-1814)

#### Empire
- Le 150e régiment d'infanterie de ligne fait partie des 21 régiments d'infanterie créés en 1813.

Le 150e régiment est formé le 12 janvier 1813 de l'amalgame des :
- 68e cohorte du premier ban de la Garde Nationale
- 69e cohorte du premier ban de la Garde Nationale
- 80e cohorte du premier ban de la Garde Nationale
- 81e cohorte du premier ban de la Garde Nationale[3]
- En 1812, les exemptés et les remplacés des classes 1807 à 1812 furent convoqués sous le nom de « Premier ban de la Garde nationale » et formés en cohortes départementales. Après le désastre de Russie, ces cohortes formèrent des régiments numérotés de 135 à 156.
- Le 150e Régiment d'infanterie de ligne, constitué à quatre bataillons et un bataillon de dépôt, comprenait les cohortes des départements de Maine-et-Loire, Mayenne, Rhin-et-Moselle, Sarre. Les cadres manquaient et furent pris à grand-peine parmi les officiers retraités ou blessés.
- En 1813 : Campagne d'Allemagne
- Affecté à la division Rochambeau et à l'armée d'observation de l'Elbe, le 150e passe le Rhin en février 1813, se dirige sur Magdebourg par Cassel et Halberstadt. L’armée d’observation devient le 5e Corps.
- Le 2 mai 1813, alors que le 5e corps arrive devant Leipzig, la bataille de Lützen s'engage. Le 5e corps ne peut y prendre part, mais, en fin de journée, il occupe Leipzig d'où il chasse les Prussiens. Il marche sur Meissen à la poursuite de l'ennemi en retraite. Il remonte ensuite la Sprée et vient attaquer les hauteurs de Würschen qui sont enlevées d'assaut. L'ennemi cède et la Grande Armée le poursuit vers l'est.
- Quand l'armistice de Plesswitz (5 juin 1813) fait suspendre les opérations, le 150e se trouve à Neunkirchen, près de Breslau.
- À la reprise des hostilités, le 16 août 1813, le 5e corps est aux ordres du maréchal Macdonald et le 150e prend part aux combats de Zobten (19 août), Löwenberg (21 août), et Goldberg (23 août 1813). Dans ce dernier combat, la division Rochambeau décide du succès de la journée en enlevant d'assaut, après un combat acharné et malgré de lourdes pertes, les hauteurs du Wolfsberg fortement tenues par les Russes. Ce glorieux souvenir est rappelé par l'inscription de la victoire de Goldberg au drapeau du 150e.
- Pourtant, à la suite d'une offensive téméraire, le maréchal Macdonald est contre-attaqué à l'est de Kaltzbach par toute l'armée de Silésie. Une pluie torrentielle, ininterrompue, cause aux troupes de cruelles souffrances. Le 3e bataillon du 150e de ligne, qui était à l'arrière-garde, est coupé de la division et cerné par plus de trois mille cavaliers. Les amorces sont mouillées et pas un fusil ne peut tirer. Sans se troubler, nos jeunes soldats croisent la baïonnette et résistent ainsi jusqu'au soir à toutes les charges, marchant et formant le carré d'infanterie alternativement. C'est depuis ce fait d'armes que le 150e a pour devise:« Avec le fer quand le feu manque ».
- Dans la campagne qui suivit, le 150e est presque anéanti au cours de la lutte acharnée au cours de laquelle plusieurs membres de la Confédération germanique, nos alliés, et notamment les Saxons, ont trahi l'Empereur en plein combat.
- Du 16 au 19 octobre 1813 : il participe à la Bataille de Leipzig où il perd 43 tués, 67 blessés, 456 prisonniers et la totalité de ses archives.
- Les débris du régiment se retirent vers le Rhin, sous les ordres du maréchal Marmont, et le 5e corps se reforme tant bien que mal entre Mayence et Bingen (2 novembre). Le 150e n'a plus que deux bataillons squelettiques : son effectif est réduit à 27 officiers et 168 hommes. Comme toute l'armée, il est atteint par le typhus
- Le 2 décembre 1813, à Neuss, les deux bataillons du régiment sont attaqués par surprise par un détachement de l'armée prussienne qui capture le colonel Dereix, l'aigle et la caisse du régiment ; 16 hommes sont tués et 189 capturés.
- Le 12 décembre 1813, ce qui reste du régiment est regroupé en un seul bataillon à Niederkassel.
- Le 13 février 1814, une réorganisation devenue indispensable amène la suppression du 150e régiment d'infanterie de ligne après une année de fatigues et combats qui prouvèrent sa valeur. Quelques éléments laissés à la garnison de Juliers et au dépôt de Maastricht se maintiennent dans ces places jusqu'à la paix et le numéro 150 ne disparaît qu'en juillet 1814.

### 150erégiment d'infanterie(1887-1942)
- Le 150e régiment d'infanterie est créé le 25 juillet 1887 et formé de 3 bataillons à partir de :
- 1 bataillon du 63e régiment d'infanterie
- 1 bataillon du 66e régiment d'infanterie
- 1 bataillon du 85e régiment d'infanterie

Le 150e est basé à Verdun, avec un bataillon à Commercy, un à Longwy et un à Saint-Mihiel. Le régiment rejoint Saint Mihiel en 1897 où son PC restera jusqu'à la déclaration de guerre.
- 1914 : à la mobilisation, le 150e Régiment d'Infanterie met sur pied son régiment de réserve, le 350e régiment d’infanterie
- Pendant toute la Grande Guerre, il appartiendra à la 40e Division d'Infanterie.
- Le 11 novembre 1918, le 150e RI se trouve aux abords de Sedan lorsqu'intervient l'armistice.
- Entre 1919 et 1930, le 150e Régiment d'infanterie est en occupation en Allemagne.
- Le régiment quitte définitivement la zone d'occupation en Allemagne en 1930 et rejoint Verdun où il tiendra garnison jusqu'à la déclaration de guerre en 1939.
- Le 150e RI fait alors partie de la 12e Division d'Infanterie Motorisée. Il est capturé à Malo-les-Bains le 4 juin 1940.
- Le 31 août 1940, le 150e Régiment d'infanterie est recréé dans l'armée d'armistice à Agen et sera dissous le 28 novembre 1942.

#### De 1887 à 1914
Le 150e RI, est formé le 1er octobre 1887, à Verdun, avec un bataillon du 63e RI de Commercy (1er du 150e), un bataillon du 66e RI de Longwy (2e du 150e), et un bataillon du 85e RI de Saint-Mihiel (3e du 150e). Le 2e bataillon reste à Longwy où il tient garnison. Le drapeau est remis au régiment le 14 avril 1888 sur le Champ de Mars.
Les compagnies occupent à tour de rôle, autour de Verdun, les forts du Rozellier, de Belrupt, d'Haudainville, de Landrecourt, de Dugny, de Regret, de Belleville, de St-Michel.
En 1889, le 2e bataillon est remplacé à Longwy par le 3e bataillon qui y reste jusqu'en 1891.
En 1891 s'ajoute au régiment un quatrième bataillon qui est appelé l'année suivante « Bataillon de forteresse », les trois autres étant dits « Bataillons de campagne ». En 1891, le 2e bataillon devient 4e bataillon de forteresse et le 4e bataillon devient 2e bataillon de campagne.
En 1897, l'État-major et les bataillons de campagne vont tenir garnison à Saint-Mihiel. Le bataillon de forteresse reste à Verdun dont il assure une partie de la défense et il cessera d'appartenir au 150e en 1913, pour compter au 166e Régiment d'infanterie nouvellement créé.

#### Première Guerre mondiale

##### 1914
Départ en couverture : Le 30 juillet 1914, le régiment se met sur pied. Le 14 août, il se déplace vers le nord-est dans la Woëvre (25 km Nord-Est de Saint-Mihiel).
le 21 août : Prenant part, avec la 40e division, à l'offensive menée en direction du nord-est, entre Longuyon et Briey le régiment reçoit le baptême du feu dans la vallée de la Crusnes.
Le 23 août : le front s'est replié sur l'Othain. Le 24, l'attaque est reprise. Le 150e s'empare des villages de Duzey et Nouillonpont (à 10 km au sud de Longuyon).
 28 - 31 août : le régiment s'installe défensivement sur les pentes ouest du Mort-Homme (15 km Nord-Ouest de Verdun).
septembre
Le 150e attaque le 6 septembre et arrête l'ennemi.
Le 10, il maintient toutes ses positions. Et brusquement, l'ennemi se dérobe, c'est la victoire de la Marne.
Il est ensuite appelé vers le sud, l'ennemi vient d'enlever Saint-Mihiel par surprise et menace de déboucher sur la rive gauche de la Meuse.
Le 22 septembre, le régiment attaque au nord de Saint-Mihiel.
Du 24 au 27 septembre, le régiment lutte pied à pied en se retirant dans la direction de Troyon. Les attaques se poursuivent jusqu’au 2 octobre sur les hauteurs dominant Saint-Mihiel au nord (Côte Sainte-Marie).
Le front se stabilise et le 150e monte la garde de ce secteur.

##### 1915
14 janvier 1915 - juillet : le 150e est en ligne dans les bois de La Gruerie (10 km Ouest de Varennes-en-Argonne) et tient le secteur de Bagatelle. Pendant sept mois, le 150e soutient victorieusement une lutte incessante.
Au moment de la relève, le 6 mai, le Chef de Corps, le colonel Henri de Chéron est grièvement blessé par un éclat d'obus. Il meurt le 7 mai à l'hôpital Chanzy à Sainte-Menehould où il est transporté. Ses obsèques sont célébrées le 9 mai à Sainte-Menehould. Le chef de bataillon Faure-Beaulieu, nommé lieutenant-colonel, prend le commandement du régiment le 10 mai.
Du 10 mai au 10 juillet, le 150e tient les secteurs au sud du Bois de la Gruerie. Cependant les Allemands s'acharnent sur Bagatelle et le 150e y revient à plusieurs reprises comme troupe de renfort et de contre-attaque.
Ces combats vaudront au 150e Régiment d’infanterie le surnom de « Régiment de Bagatelle » qu’il peut porter fièrement.
Le 10 août : il quitte définitivement l'Argonne.
Le régiment remonte en secteur pour préparer l’offensive de Champagne à partir du 8 septembre 1915, dans le secteur de Saint-Hilaire-le-Grand (au Nord du camp de Mourmelon).
L'attaque débute le 25 septembre. Malgré les pertes, la progression continue. Une lutte acharnée s'engage sur la position allemande qui résiste avec énergie, les barrages sont enlevés un par un, les contre-attaques sont repoussées.
Le 26 septembre : l’assaut est lancé contre la deuxième position. L'avance est lente et difficile, mais les troupes allemandes sont refoulées jusque sur les crêtes qui dominent la vallée de la Py et la lutte se poursuit avec acharnement jusqu'au 4 octobre.
Le 6 octobre : le régiment attaque à nouveau à l'Epine de Védegrange. L'attaque est brisée, mais le régiment se maintient sur ce terrain si chèrement conquis.
C'est au cours de cette journée du 6 octobre que se produit "l'affaire des 25 soldats du 150e RI". Ces soldats, appartenant tous à la même compagnie, sont accusés de s'être laissé faire prisonnier sans trop résister, préférant courir le risque de la captivité plutôt que celui de la lutte sur le front du 150e RI. Ils sont condamnés à mort par contumace pour désertion devant l'ennemi. Revenus de captivité, après la guerre, leur peine sera commuée en travaux publics, voire amnistiée. Il est possible que cet évènement ait empêché le 150e RI d'obtenir la fourragère de la Légion d'Honneur par manque d'une 6e citation. En effet, la bataille de Bagatelle, inscrite sur le drapeau n'a pas fait l'objet d'une citation à l'ordre de l'Armée comme cela était la coutume pour une bataille inscrite au drapeau. Cette citation a du être supprimée comme sanction.
Le 12 octobre : le lieutenant-colonel Ballet prend le commandement du régiment.
Jusque fin décembre, le 150e travaille à organiser le terrain conquis.

##### 1916
Le régiment exécute ensuite des travaux dans le secteur de Mourmelon-le-Grand, puis monte en ligne à Tahure, fin février 1916. Il y est depuis quarante-huit heures quand une attaque formidable se déclenche sur Verdun.
Le 16 mars : au soir, le 150e monte au Mort-Homme (15 km Nord-Ouest de Verdun).
Le 31 mars : l'artillerie ennemie écrase le Mort-Homme et dès lors, la lutte ne cesse plus, les attaques se succèdent avec une violence toujours plus grande, l'ennemi veut à tout prix s'emparer du sommet.
Le 20 avril : une contre attaque du régiment s'élance dans un élan splendide, enlève ses objectifs, les dépasse, atteint l'Ouvrage des Poutres et fait 80 prisonniers. Malgré quatre attaques successives de plus en plus puissantes, le 150e couronne toujours le sommet du Mort-Homme.
4 au 5 mai : le régiment est relevé, toute la partie nord du Mort-Homme est en possession française. Le 150e se reforme. Il est cité à l'Ordre de l’armée qui reconnait ainsi son courage.
le 24 mai : le 150e se retrouve au Mort-Homme. Mais la situation s'est bien aggravée : l'ennemi allemand est maintenant maître du sommet et le régiment est accroché aux pentes sud. Entre le 31 mai et le 6 juin, plusieurs opérations ayant pour but de régulariser les lignes du régiment sont effectuées avec succès.
Le 6 juin : le régiment quitte définitivement la région de Verdun.
7 juin - septembre : Le 150e est envoyé successivement dans les secteurs calmes devant Saint-Mihiel (Bois d’Ailly), et près de Badonvillers.
Le 28 septembre : Le régiment monte en ligne entre Rancourt et Sailly lors de la bataille de la Somme (10 km Sud-Est de Bapaume).
Du 3 au 12 octobre : le 150e participe à de nombreuses attaques et s’empare de deux kilomètres de terrain en profondeur, de mitrailleuses et de nombreux prisonniers. Le 150e régiment d’infanterie est à nouveau cité à l’ordre de l’armée.
Mi-octobre : le régiment est relevé et va se reposer. Trois semaines après sa relève, le 150e remonte en ligne.
 Le 6 novembre : le régiment part à l'attaque mais doit se replier sous un feu d'enfer.
Du 9 au 11 novembre : l'attaque est reprise avec succès et le 150e s'empare de la tranchée de Saillisel et du hameau, il y fait plus de cent prisonniers.
Le régiment est relevé dans la nuit du 12 au 13 novembre.

##### 1917
Janvier : le 150e tient le secteur de Ville-sur-Tourbe (Champagne).
Le 16 avril : à 6 heures, le régiment, se porte à l'attaque du mont Sapigneul (15 km Nord-Ouest de Reims, au Sud-Est de Berry-au-Bac). La résistance ennemie est terrible Les pertes sont énormes. Les Allemands contre-attaquent sans arrêt. Jusqu'à 14 heures, la position conquise est intégralement maintenue. À 18 heures, la position est submergée mais les troupes allemandes épuisées arrêtent leur effort. Le chef de corps, le colonel Rollet est grièvement blessé. Cette journée est sans doute la plus sanglante de l’histoire du 150e régiment d’infanterie. Il obtint ce jour-là une glorieuse citation à l'Ordre de l’armée.
17 avril : Le régiment est relevé dans la soirée. Le lieutenant-colonel Voinier en prend le commandement le 29 avril.
17 mai : Le 150e remonte en ligne occupant le secteur de Berry-au-Bac.
Le 8 juillet : le régiment est transporté dans la vallée de la Meuse. Le 31 juillet, il monte en ligne dans le secteur de Louvemont (Nord de Verdun).
Le 27 août : L'attaque française est déclenchée le 20 août, en direction de Beaumont. Le 27 août, le régiment monte en ligne. Il s’installe d'abord en deuxième ligne, puis, le 13 septembre, il passe en première ligne devant Beaumont.
Une nouvelle offensive est engagée le 8 septembre sur le front Ornes - Bois-le-Chaume et le 1er bataillon y prend part.
15 octobre - 20 mai 1918 : la 40e division monte en ligne et le 150e occupe la forêt de Facq (entre Pont-à-Mousson et Nancy). Le secteur est immense, le régiment y effectue d’importants travaux, exécute des coups de main et des embuscades.

##### 1918
30 mai : le 150e est envoyé sur le front de la Marne, il tient les positions devant Romigny et Ville-en-Tardenois (entre Reims et Château-Thierry) et à l'ouest de Jonquery.
1er juin : au matin les Allemands attaquent. Grâce à une résistance acharnée, le 2 juin au matin, la ruée allemande est complètement brisée. Le régiment vainqueur reçoit une nouvelle citation à l'Ordre de l'Armée.
Pendant 50 jours consécutifs, le régiment reste en ligne sans relève sous les bombardements quotidiens, menant à bien une énorme tâche dans le secteur de la Cohette.
15 juillet : le régiment résiste avec opiniâtreté à l'assaut des troupes allemandes avec de lourdes pertes. Le régiment réussit à maintenir ses positions. Dans cette victorieuse mais rude bataille, le régiment a perdu vingt quatre officiers et plus de sept cents hommes ; sa bravoure le fait, une fois de plus, citer à l'Ordre de l’Armée. Le régiment reçoit la fourragère aux couleurs de la Médaille Militaire.
25 juillet : Le 150e rejoint la région de Thaon-les-Vosges.
20 août - 19 octobre : il monte en ligne dans le secteur calme de Champenoux (10 km Nord-Est de Nancy).
19 octobre : Le régiment est embarqué à destination de la Champagne.
1er - 3 novembre : La 40e division attaque à l'est de Vouziers (50 km Nord-Est de Reims), sur l'axe Vouziers-Châtillon-sur-Bar. Le 3 au matin, l’attaque reprend plus énergique encore. Les troupes allemandes semblent se dérober et la poursuite commence.
3 - 10 novembre : le régiment poursuit l’ennemi entre le canal des Ardennes et les rives de la Meuse au sud de Sedan et s’organise en sureté aux abords de Wadelaincourt en vue de Sedan.
À 6 h15, le 11 novembre, le régiment a connaissance du message du Maréchal Foch annonçant la fin des hostilités à partir de 11 heures. À 11 heures, un grand silence règne sur la vallée. Quelle minute émouvante pour les soldats du 150e régiment d’infanterie de terminer victorieusement la Grande Guerre dans ce cadre tragique de Sedan qui a vu cinquante ans auparavant l’écrasement des armées françaises ! À la nuit, une prise d’armes émouvante se déroule à Wadelaincourt. Le 150e peut inscrire une cinquième citation à l'Ordre de l'armée, témoignant de la magnifique odyssée du régiment lors de la dernière période de la guerre.
Cinq mille hommes ont donné leur vie sous les plis du drapeau du 150e Régiment d’infanterie pendant la Grande Guerre.

#### Entre-deux-guerres

##### Occupation du Palatinat
Ayant parcouru plus de quatre cents kilomètres depuis l'armistice, le régiment arrive la veille de Noël 1918 à Kaiserslautern où il reste un mois environ.

##### Région de Bar-le-Duc
Le 30 janvier 1919, le 150e RI quitte le Palatinat pour se rendre par étapes (300 kilomètres) dans la région de Bar-le-Duc où il parvient le 18 février. Les unités sont réparties dans la région de Bar le Duc.
Le drapeau et une délégation participent, à Paris, à la revue du 14 juillet.

##### Occupation de la Hesse Rhénanie
Le 150e est embarqué pour la Rhénanie le 31 mai 1920. Il stationne à Worms.

##### Première expédition de la Ruhr
- Les Allemands ne remplissant pas les conditions qui leur ont été imposées par le traité de Versailles, une expédition de coercition et de prises de gages est ordonnée par le gouvernement français. Le 11 janvier 1923, le 150e RI, avec d'autres corps, se dirige sur la Ruhr en formation de combat. Il participe à la garde d'ouvrages d'art et de gares, effectuant différentes opérations de police. Il rentre à Worms le 25 février.

##### Seconde expédition de la Ruhr
- Le régiment est à peine réinstallé qu'il est appelé à nouveau dans le bassin de la Ruhr, le 15 mars 1923. Une vingtaine de postes de garde et de bouclage sont répartis entre les unités. Divers incidents et accidents marquent cette période.
- En novembre, le 2e bataillon occupe le centre important de Bochum, siège du corps d'armée.
- Enfin l'état-major et le 3e bataillon s'installent à Düsseldorf en janvier 1924 et le 150e reste dans la Ruhr jusqu'en octobre de la même année.

##### Hesse Nassau
- Le régiment remonte ensuite la vallée du Rhin et va caserner à l'est du fleuve, apportant sa contribution à la garde de la tête de pont de Coblence. L'état-major, le 1er et le 2e bataillons sont casernés à Diez, le 3e bataillon est à Ems.

##### Palatinat bavarois
- L'évacuation de la deuxième zone d'occupation entraîna le départ du 150e RI qui vient, en octobre 1927, caserner à Landau avec son état-major, le 1er et le 3e bataillon, et à Neustadt avec le 2e bataillon.
- Le 1er bataillon et la compagnie hors-rang quittent Landau en octobre 1929 et s'installent à Verdun, future garnison du régiment.

##### Verdun
- En 1930, les territoires rhénans étant complètement rendus à l'Allemagne, le 150e rentre en France après dix ans d'absence.
- Le régiment se voit attribuer Verdun comme garnison d'accueil. Sans relâcher son labeur, le régiment participe à de multiples cérémonies du souvenir sur le plus grand champ de bataille de l'histoire au centre duquel il est placé. Il représente aussi avec éclat l'armée française à l'étranger.
- Le 15 octobre 1934, le 150e est désigné par le ministre de la guerre afin de représenter l'infanterie française aux obsèques du roi Alexandre 1er de Yougoslavie, à Belgrade. Le détachement, commandé par le colonel Duplouy et comprenant le drapeau, la musique, une compagnie d'honneur, effectue le voyage en chemin de fer par Modane, Turin, Milan, Venise, Trieste, Zagreb.
- En 1935, alors qu'il effectue son service militaire au 150e, Léopold Segar Senghor, futur président du Sénégal, qui a obtenu deux ans avant la nationalité française, est reçu à l'agrégation de grammaire.
- En 1936, le 150e Régiment d'infanterie, est appelé « motorisé », comprenant un état-major, une compagnie d'engins et transmissions, trois bataillons et une compagnie hors-rang, occupe les casernes Niel, Gribeauval et Holbecq, à Thierville.

#### Seconde Guerre mondiale

##### Campagne de 1939-1940
- Le 150e régiment d'infanterie de Verdun sous les ordres du colonel Basse (puis du commandant Delaveau à compter du 28 mai 1940) est intégré à la 12e division d’infanterie motorisée. Cette division est formée quelques jours avant la déclaration de guerre à Mourmelon[5].
- Le jour de la déclaration de guerre, il se trouve au nord de Thionville. La 12e division d'infanterie motorisée a la charge de repousser les Allemands qui se sont avancés jusqu'à Kœnigsmacker, aux abords de la ligne Maginot. Le 10 mai 1940, elle passe la frontière belge et va occuper comme prévu le secteur de Gembloux près de Namur. Du 12 au 13 mai 1940, au sud-est de Gembloux, les positions des trois bataillons du 150e sont les suivantes : le IIIe tient Rhisnes, le IIe l'intervalle entre Rhisnes et Émines, le Ier en deuxième échelon occupe la ligne d'arrêt à hauteur de Suarlé. Pendant trois jours, le régiment maintiendra les divisions blindés allemandes puis recevra l'ordre de se replier, la Meuse ayant été franchie à Sedan et à Dinant. Se battant le jour, se déplaçant la nuit, il gagne Dunkerque par Charleroi, Valenciennes, Lille, Bailleul, se frayant un chemin à travers les troupes allemandes qui l'encerclent. Arrivée à Dunkerque, la 12e division d’infanterie motorisée a pour mission de protéger l'embarquement des troupes dans le cadre de l'Opération Dynamo. Les survivants de la division sont faits prisonniers le 4 juin 1940 au matin sur la plage de Malo-les-Bains. Le drapeau du régiment a été brulé pour ne pas tomber aux mains de l'ennemi.

#### L'armée d'armistice
- Dans le cadre de l'armée d'armistice, le 150e Régiment d'infanterie est recréé le 30 août 1940, avec le PC et le 1er bataillon à Agen, le 2e à Cahors et le 3e à Marmande. La mission principale du régiment est de monter la garde le long de la ligne de démarcation. En 1941, il reçoit un nouveau drapeau du 150e RI.
- En juin et juillet 1942, le 1er bataillon est détaché à Vichy pour assurer la garde d'honneur du Maréchal Pétain.
- Le 150e RI est dissous avec l'armée d'armistice le 28 novembre 1942.

### 150erégiment d'infanterie(1944-1946)
- Le 1er septembre 1944, un bataillon FFI est créé à Verdun et prend le numéro 150.
- Le 150e régiment d'infanterie est recréé, à partir des bataillons de marche des FFI, en février 1945. Le 1er bataillon participera à la libération de Royan. En fin 1945, le régiment se trouve à Paris.

#### La libération
- Le 1er septembre 1944, à partir des F.F.I., est créé à Verdun un bataillon du type "ranger" qui prend le numéro 150.
- Le 29 novembre 1944, ce bataillon devient bataillon de marche XII/20, puis bataillon de sécurité XII/20 stationné à Verdun qui donnera naissance au 2e bataillon du 150e Régiment d'infanterie reconstitué.

#### 1945-1946
- Le 1er février 1945, le 150e régiment d'infanterie est reconstitué à partir des trois bataillons de sécurité du territoire eux-mêmes issus des formations F.F.I. de la Meuse et de Meurthe-et-Moselle.
- Ces bataillons vont donner naissance au 1er bataillon (1er février 1945 à Saintes) et aux 2e et 3e bataillon (21 février 1945 en XXe Région Militaire).
- Le 1er bataillon est rattaché à l’armée commandée par le général de Larminat et chargée de la réduction des poches de résistance allemande sur la côte atlantique. Il est affecté à la reconquête de la pointe de la Coubre[6], près de Royan.
- Les deux autres bataillons restent dans la Meuse (Verdun, Bar le Duc et Saint Mihiel) puis rejoignent Nancy le 1er avril 1945 où ils sont rejoints le 25 juin 1945 par le 1er bataillon après la prise de Royan et la fin des hostilités.
- Le 150e Régiment d'infanterie est alors dirigé sur Paris.
- Il est dissous en mars 1946.

### 150ebataillon d'infanterie(1946-1949)
En mars 1946, le régiment est dissous.
 
Le 150e bataillon d'infanterie est créé à Verdun. Il appartient à la 6e demi-brigade puis, en 1947, à la 2e demi-brigade.
Le 18 juillet 1947, le 150e bataillon d'infanterie embarque pour le Maroc où il restera jusqu'en novembre 1947 d'où il rejoint Verdun.
- Le 1er janvier 1949, le 150e bataillon d'infanterie est dissous.

### 150erégiment d'infanterie motorisée(1963-1975)
Sans qu'il soit possible d'établir une filiation directe entre l'ancien 150e bataillon d'infanterie et celui-ci, il faut noter que le 1er octobre 1960, le bataillon de Joinville change de dénomination et devient 150e bataillon d'infanterie, jusqu'au 16 février 1963, date à laquelle il devient 24e bataillon d'infanterie. Ce bataillon entretient un détachement opérationnel en Algérie (Zone Alger - Sahel)
Par décision du 4 janvier 1963, le 150e régiment d'infanterie motorisé (150e RIM) est recréé à Verdun, au sein de la 10e brigade mécanisée. Au 16 février 1963, il est articulé en une compagnie de commandement et de services, une compagnie d'appui, six compagnies de combat et deux états-majors tactiques. Un groupement d'instruction à deux ou trois compagnies complète les effectifs par la suite.
31 juillet 1967, le 150e régiment d'infanterie motorisé est scindé en deux régiments d'infanterie motorisés de brigade dont l'un, le 150e RIM reste à Verdun et l'autre, le 94e RIM est créé à Etain. Ces deux régiments appartiennent à la 15e brigade (Verdun) de la 4e division.
En 1969, Alain Krivine, qui effectue son service militaire à Verdun comme 2e classe au 150e régiment d'infanterie, se présente comme candidat de la Ligue communiste, à l'élection présidentielle.

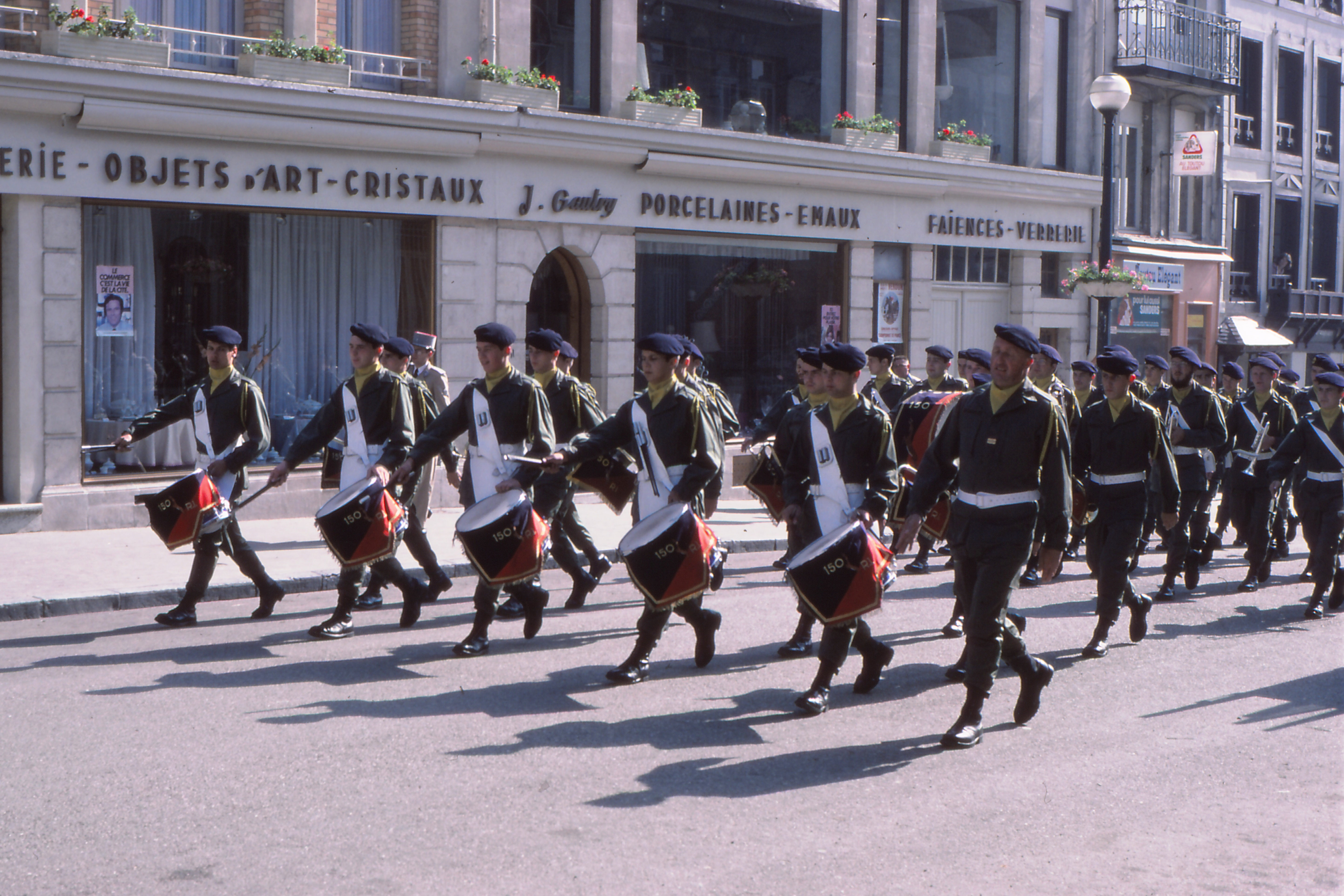
Défilé à Verdun le 14 juillet 1979.

En septembre 1970, le 150e RIM absorbe les effectifs du Centre d'instruction du 164e RI dissous.
Le 1er octobre 1975, le 150e Régiment d'infanterie motorisé devient régiment d'infanterie mécanisé de la 15e Brigade mécanisée et change de structures et d'équipement.
En 1977, il est rattaché à la 10e Division blindée. Ses équipements évolueront progressivement : véhicule blindé de combat d'infanterie AMX-10 P, chars AMX-13 puis AMX-30, mortiers de 120 mm et missiles antichar Milan - ainsi que ses structures. Au milieu des années 1980, le régiment est articulé en une compagnie de commandement, d'appui (mortiers de 120 RTF1) et des services, une compagnie de chars (AMX-30), trois compagnies mécanisées (AMX-10P dont une section de missiles antichar Milan) et une compagnie d'instruction.
Basé à Thierville-sur-Meuse, le 150e Régiment d'infanterie Régiment de Bagatelle est dissous en 1990. Il est remplacé par le 151e régiment d'infanterie précédemment basé à Metz et réorganisé à Verdun. Le 150e Régiment d'infanterie, devient régiment de réserve dérivé du 151e R.I.
Il est définitivement dissous en 1996, en même temps que le 151e R.I.

## Devise

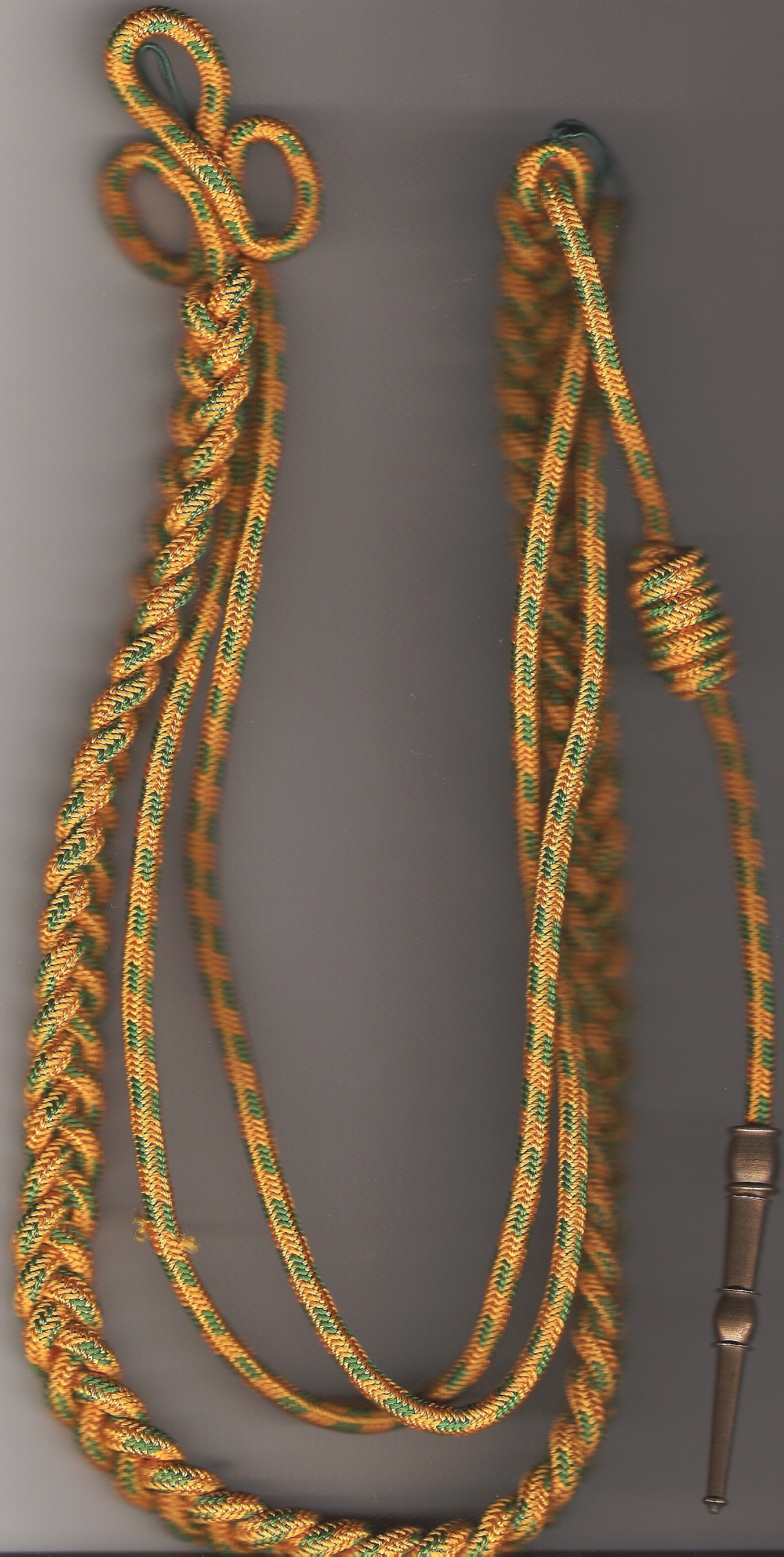
fourragère aux couleurs du ruban de la médaille militaire

## Insignes
- losange doré bleu rouge chevreuil blanc marron branche de laurier.

## Drapeau
Il porte, cousues en lettres d'or dans ses plis, les inscriptions suivantes :
- Goldberg 1813
- Bagatelle 1915
- Champagne 1915
- Mort-Homme 1917[8]
- La Somme 1916
- Reims 1918
- Le Chesne 1918

## Décorations
Sa cravate est décorée de la Croix de guerre 1914-1918 avec cinq citations à l'ordre de l'armée.
Il a le droit au port de la Fourragère aux couleurs du ruban de la Médaille militaire décernée le 20 août 1918.

## Refrain
150, la gamelle dans le dos, la gamelle. Toujours avec le sourire 150 en avant.

## Personnalités liées au 150e RI
- Joseph Vidal de la Blache (1872-1915), officier et historien militaire, chef de bataillon au 150e régiment d’infanterie tué au bois de la Gruerie le 29 janvier 1915. Son nom est inscrit au Panthéon parmi les 560 écrivains morts au combat pendant la Première Guerre mondiale.
- Marcel Toussaint-Collignon (1882-1916), professeur de lettres et poète tué à Sailly-Saillisel le 13 octobre 1916. Son nom est inscrit au Panthéon parmi les 560 écrivains morts au champ d'honneur pendant la Première Guerre mondiale.

## Sources et bibliographie
- Recueil d'Historiques de l'Infanterie Française (Général Andolenko - Eurimprim 1969).
- Historique du 150e Régiment d'infanterie rédigé en 1983 par un groupe de travail de cadres du régiment.
- Historique des 150e et 350e Régiments d'infanterie (Anonyme - Frémont - vers 1936)
- Émile Simond, Historique des nouveaux régiments créés par la loi du 25 juillet 1887